# Limonia phragmitidis
Limonia phragmitidis ist eine Mücke aus der Familie der Stelzmücken (Limoniidae).

## Merkmale
Die Mücken erreichen eine Körperlänge von 8 bis 9 Millimetern. Ihr Körper ist rötlichgelb gefärbt, der Thorax hat mittig vorne einen braunen Streifen. Die Flügel sind ebenso gelblich und haben drei kleine verwaschen verdunkelte Flecken an den Flügeladern.

## Lebensweise und Verbreitung
Die Tiere kommen in ganz Europa, östlich bis zum Altaigebirge, vor und besiedeln feuchte Wälder. In Mitteleuropa sind sie häufig anzutreffen und fliegen von Mai bis August.

## Belege